# أنتوني هيرنانديز (مقاتل)
أنتوني هيرنانديز (بالإنجليزية: Anthony Hernandez؛ مواليد 18 أكتوبر 1993) هو مُقاتل فنون قتالية مختلطة أمريكي، يُنافس حاليًا فئة الوزن المتوسط في يو إف سي. أصبح محترفًا منذ عام 2014، وشارك أيضًا في غلوبل نوك أوت وبطولة القتال التراثية. اعتبارًا من 19 أغسطس 2025، يحتل المركز 6 في تصنيفات يو إف سي للوزن المتوسط.

## الخلفية
نشأ هيرنانديز في دونيجان، كاليفورنيا، الولايات المتحدة وتخرج من مدرسة وودلاند الثانوية في عام 2011. كان يصارع في المدرسة الثانوية ولكن تم طرده من الفريق بسبب درجاته. التحق بالجامعة لفترة من الوقت ولكنه تركها لمتابعة مسيرته في فنون القتال المختلطة.

## المسيرة في فنون القتال المختلطة

### مسيرة الهواة
خاض هيرنانديز أول نزال له في الهواة عام 2010 خلال حدث «حلقة النار 1»، عندما واجه مايكل جرين جونيور. فاز بالنزال بقرار القضاة بالإجماع. كان هذا أول فوز له في سلسلة انتصارات من ثماني نزالات، انتهت بفرصة للقتال على لقب «ملك القفص» للهواة في الوزن المتوسط، ضد جاستن جونز. خسر هيرنانديز النزال بالإخضاع في الجولة الأولى.

### البدايات
في عام 2018، خلال حدث إل إف إيه 32، قاتل هيرنانديز على لقب الوزن المتوسط في بطولة القتال التراثية ضد بريندان ألين. فاز هيرنانديز بقرار القضاة بالإجماع.

### يو إف سي
خاض هيرنانديز أول نزال له في يو إف سي في 2 فبراير 2019، في حدث يو إف سي ليلة القتال: أسونساو ضد مورايس 2 عندما واجه ماركوس بيريز. خسر في الجولة الثانية، بإخضاع الأناكوندا.
من المقرر أن يواجه هيرنانديز بطل العالم في بطولة ون للوزن المتوسط وخفيف الثقيل السابق رينير دي ريدر في 18 أكتوبر 2025 في حدث يو إف سي ليلة القتال 262.

## الحياة الشخصية
لدى هيرنانديز أربعة أطفال. توفي والد هيرنانديز بسبب مرض الرئة في مارس 2018؛ في مقابلة أجريت معه في يونيو 2018، أشار إلى والده الراحل باعتباره أفضل صديق له.

## سجل فنون القتال المختلطة
| السجل المهني |        |         |
| 18 نزال      | 15 فوز | 2 خسارة |
| ضربة قاضية   | 3      | 1       |
| إخضاع        | 9      | 1       |
| قرار القضاة  | 3      | 0       |
| بدون قرار    | 1      | 1       |

| النتيجة | السجل    | الخصم               | الطريقة                              | الحدث                                      | التاريخ         | الجولة | الوقت | المكان                                  | الملاحظات                                                                                           |
| ------- | -------- | ------------------- | ------------------------------------ | ------------------------------------------ | --------------- | ------ | ----- | --------------------------------------- | --------------------------------------------------------------------------------------------------- |
| فاز     | 15–2 (1) | رومان دوليدز        | إخضاع (خنق خلفي عاري)                | يو إف سي ليلة القتال: دوليدز ضد هيرنانديز  | أغسطس 9, 2025   | 4      | 2:45  | لاس فيغاس، نيفادا، الولايات المتحدة     | أداء الليلة.                                                                                        |
| فاز     | 14–2 (1) | بريندان ألين        | قرار القضاة (بالإجماع)               | يو إف سي ليلة القتال: سيجودو ضد يادونغ     | فبراير 22, 2025 | 3      | 5:00  | سياتل، الولايات المتحدة                 | |
| فاز     | 13–2 (1) | ميشيل بيريرا        | ضربة فنية قاضية (بالمرفقين)          | يو إف سي ليلة القتال: هيرنانديز ضد بيريرا  | أكتوبر 19, 2024 | 5      | 2:22  | لاس فيغاس، نيفادا، الولايات المتحدة     | أداء الليلة.                                                                                        |
| فاز     | 12–2 (1) | رومان كوبيلوف       | إخضاع (خنق خلفي عاري)                | يو إف سي 298                               | فبراير 17, 2024 | 2      | 3:23  | آناهايم، كاليفورنيا، الولايات المتحدة   | أداء الليلة.                                                                                        |
| فاز     | 11–2 (1) | إدمن شاهبازيان      | ضربة فنية قاضية (بالمرفقين واللكمات) | يو إف سي ليلة القتال: ديرن ضد هيل          | مايو 20, 2023   | 3      | 1:01  | لاس فيغاس، نيفادا، الولايات المتحدة     | |
| فاز     | 10–2 (1) | مارك أندريه باريولت | إخضاع فني (خنق الذراع المثلث)        | يو إف سي ليلة القتال: ساندهاغن ضد سونغ     | سبتمبر 17, 2022 | 3      | 1:53  | لاس فيغاس، نيفادا، الولايات المتحدة     | |
| فاز     | 9–2 (1)  | جوش فريمد           | قرار القضاة (بالإجماع)               | يو إف سي 273                               | أبريل 9, 2022   | 3      | 5:00  | جاكسونفيل، فلوريدا، الولايات المتحدة    | |
| فاز     | 8–2 (1)  | رودولفو فييرا       | إخضاع (خنق المقصلة)                  | يو إف سي 258                               | فبراير 13, 2021 | 2      | 1:53  | لاس فيغاس، نيفادا، الولايات المتحدة     | أداء الليلة.                                                                                        |
| خسر     | 7–2 (1)  | كيفن هولاند         | ضربة فنية قاضية (بالركبتين واللكمات) | يو إف سي على إي إس بي إن: أوفيريم ضد هاريس | مايو 16, 2020   | 1      | 0:39  | جاكسونفيل، فلوريدا، الولايات المتحدة    | |
| فاز     | 7–1 (1)  | جون يونغ بارك       | إخضاع (خنق الأناكوندا)               | يو إف سي ليلة القتال: أندرادي ضد تشانغ     | أغسطس 31, 2019  | 2      | 4:39  | شنجن، الصين                             | |
| خسر     | 6–1 (1)  | ماركوس بيريز        | إخضاع (خنق الأناكوندا)               | يو إف سي ليلة القتال: أسونساو ضد مورايس 2  | فبراير 2, 2019  | 2      | 1:07  | فورتاليزا، البرازيل                     | |
| ب.ف     | 6–0 (1)  | جوردان رايت         | بدون فائز (انقلبت)                   | سلسلة منافسات دانا وايت 10                 | يونيو 19, 2018  | 1      | 0:40  | لاس فيغاس، نيفادا، الولايات المتحدة     | في الأصل كان فوز بالضربة القاضية (باللكمات) لهيرنانديز؛ ولكن تم إلغاؤه بعد أن ثبت تعاطيه للمرجوانا. |
| فاز     | 6–0      | بريندان ألين        | قرار القضاة (بالإجماع)               | إل إف إيه 32                               | يناير 26, 2018  | 5      | 5:00  | ليك تشارلز، الولايات المتحدة            | فاز بلقب بطولة إل إف إيه للوزن المتوسط الشاغر.                                                      |
| فاز     | 5–0      | مايك بيرسونز        | إخضاع (خنق المقصلة)                  | غلوبل نوك أوت 9                            | مارس 18, 2017   | 1      | 1:54  | جاكسون، كاليفورنيا، الولايات المتحدة    | |
| فاز     | 4–0      | جوموكي هانتر        | إخضاع (خنق المقصلة)                  | غلوبل نوك أوت 7                            | أغسطس 27, 2016  | 1      | 3:09  | جاكسون، كاليفورنيا، الولايات المتحدة    | |
| فاز     | 3–0      | بريستون سنوك        | إخضاع (خنق المقصلة)                  | غلوبل نوك أوت 4                            | أغسطس 29, 2015  | 1      | 1:45  | جاكسون، كاليفورنيا، الولايات المتحدة    | |
| فاز     | 2–0      | كيني إنتو           | إخضاع (خنق المقصلة)                  | غلوبل نوك أوت 3                            | مارس 21, 2015   | 1      | 3:30  | جاكسون، كاليفورنيا، الولايات المتحدة    | |
| فاز     | 1–0      | تري ويليامز         | ضربة قاضية (بلكمة)                   | ويست كوست إف سي 11                         | سبتمبر 13, 2014 | 1      | 0:51  | ساكرامنتو، كاليفورنيا، الولايات المتحدة | أول ظهور في الوزن المتوسط.                                                                          |

## سجل فنون القتال المختلطة للهواة
| سجل الهواة  |       |       |
| 8 نزال      | 7 فاز | 1 خسر |
| ضربة قاضية  | 3     | 0     |
| إخضاع       | 3     | 1     |
| قرار القضاة | 1     | 0     |

| النتيجة | السجل | الخصم             | الطريقة                    | الحدث                                         | التاريخ         | الجولة | الوقت | المكان                                  | الملاحظات                                |
| ------- | ----- | ----------------- | -------------------------- | --------------------------------------------- | --------------- | ------ | ----- | --------------------------------------- | ---------------------------------------- |
| فاز     | 7–1   | إريك سميث         | إخضاع (الضغط على الذراع)   | ويست كوست إف سي 5                             | مايو 3, 2013    | 2      | 0:43  | ساكرامنتو، كاليفورنيا، الولايات المتحدة |                                          |
| خسر     | 6–1   | جاستن جونز        | إخضاع (خنق خلفي عاري)      | كيه أو تي سي: أساطير القتال                   | أبريل 13, 2013  | 1      | 1:42  | ساكرامنتو، كاليفورنيا، الولايات المتحدة | على لقب بطولة كيه أو تي سي للوزن المتوسط |
| فاز     | 6–0   | مات ويلسون        | ضربة فنية قاضية (باللكمات) | ويست كوست إف سي 4                             | يناير 18, 2013  | 1      | غ/م   | ساكرامنتو، كاليفورنيا، الولايات المتحدة |                                          |
| فاز     | 5–0   | بليك سمي          | ضربة فنية قاضية (باللكمات) | القتال النهائي في رينو 35                     | يوليو 20, 2012  | 3      | 1:11  | رينو، نيفادا، الولايات المتحدة          |                                          |
| فاز     | 4-0   | راندال والاس      | إخضاع (خنق خلفي عاري)      | القتال النهائي في رينو 33                     | مايو 18, 2012   | 2      | 1:48  | رينو، نيفادا، الولايات المتحدة          |                                          |
| فاز     | 3–0   | ألبرت تاونسند     | إخضاع (خنق المثلث)         | القتال النهائي في رينو: مصنع القتال في نايت 1 | مارس 23, 2012   | 1      | 1:01  | رينو، نيفادا، الولايات المتحدة          |                                          |
| فاز     | 2–0   | مايك راموس        | ضربة قاضية (بالركبة للجسم) | القتال النهائي في رينو 28                     | أكتوبر 21, 2011 | 2      | 1:51  | رينو، نيفادا، الولايات المتحدة          |                                          |
| فاز     | 1–0   | مايكل جرين جونيور | قرار القضاة (بالإجماع)     | حلقة النار 1                                  | يونيو 25, 2010  | 3      | 2:00  | أركاديا، كاليفورنيا، الولايات المتحدة   |                                          |

## وصلات خارجية
- أنتوني هيرنانديز (مقاتل) على موقع يو إف سي (الإنجليزية)
- أنتوني هيرنانديز (مقاتل) على موقع شيردوغ (الإنجليزية)